# 40gy busz (Budapest)
A budapesti 40-es (gyors 40-es) jelzésű autóbusz a Móricz Zsigmond körtér (Villányi út) és a Budaörsi lakótelep között közlekedett. A vonalat a Budapesti Közlekedési Zrt. üzemeltette.

## Története
1963. január 1-jén a 40Y megszűnt, helyette 140Y jelzésű gyorsjáratot indítottak Budaörs, MÁV-állomás és Törökbálint, Munkácsy Mihály utca között. Ugyanekkor állt forgalomba 
1963. január 1-jétől 140-es jelzésű gyorsjárat Budaörs érintésével, a Kosztolányi Dezső tér és Törökbálint, Munkácsy Mihály utca között a dél-budai HÉV Budaörs és Törökbálint közötti - autópálya építés miatt - megszüntetett szakaszának pótlására. 1963. július 1-jén a 140Y gyorsjáratot 88-asra nevezték át és alapjáratként közlekedett tovább. 1965. május 1-jétől a 140-es gyorsjáratok az egy évvel korábban átadott M7-es autópályán közlekedtek, majd 1968. augusztus 4-én 72-esre számozták át és ebből a járatból is alapjárat lett, továbbá 140-es jelzéssel munkaszüneti napokon indítottak gyorsjáratot a Móricz Zsigmond körtér és Budaörs, Kötő utca között. Ez december 1-jén megszűnt, majd 1969. április 20-ától november 30-áig újra járt, szintén munkaszüneti napokon. 1970. március 1-jétől újra forgalomba helyezték, ám mint csúcsidői kisegítő járatot. 1970. március 16-án útépítés miatt 40A jelzésű járat közlekedett a Móricz Zsigmond körtér és a Faiskola között, a 140-es gyorsjárat pedig szünetelt. A normál forgalmi rend június 10-én állt vissza a 140-es újraindításával és a 40A megszüntetésével. 1977. január 3-án a 140-es gyorsjárat jelzése 40-esre módosult. 1980. augusztus 1-jén budaörsi végállomását a Lévai utcához helyezték át. 1989. június 1-jén adták át az utolsó budaörsi végállomását az 1985-ben elkészült Budaörsi lakótelepen, a Szivárvány utca és a Baross utca sarkán, ahová a 40-es, a 40-es, a 40E és a 140-es buszokat is áthelyezték. (2019-ben teljesen megújult. Az eredetileg a város peremére épült terminál környéke 1989 óta teljesen beépült.)
Jelzését 2008. augusztus 21-én 240E-re, majd 2015. augusztus 31-én 240-esre változtatták.

## Útvonala
| Budaörsi lakótelep felé | Móricz Zsigmond körtér (Villányi út) felé |
| --- | --- |
| Móricz Zsigmond körtér (Villányi út) vá. – Villányi út – Fadrusz utca – Bartók Béla út – Kosztolányi Dezső tér – Bocskai út – Nagyszőlős utca – Ajnácskő utca – Budaörsi út – Budaörs, Budapesti út – Szabadság út – Szivárvány utca – Budaörsi lakótelep vá. | Budaörsi lakótelep vá. – Szivárvány utca – Szabadság út – Budapesti út – Budapest, Budaörsi út – Lapu utca – – Budaörsi út – Nagyszőlős utca – Ajnácskő utca – Hamzsabégi út – Bartók Béla út – Móricz Zsigmond körtér (Villányi út) vá. |

## Megállóhelyei
| 0                                     | Móricz Zsigmond körtér végállomás | 21 | 3, 3, 7, 7, 27, 40, 40E, 47-49V, 73, 140E, 149V, 153, 173 6, 18, 19, 41, 41A, 56, 61                    |
| 2                                     | Kosztolányi Dezső tér             | ∫  | 7, 7, 12, 14, 40E, 41, 41, 47-49V, 53, 72, 73, 86, 87, 87A, 114, 140E, 149V, 153, 172, 173, 187, 250 19 |
| ∫                                     | Villányi út                       | 18 | 12, 40, 153 61                                                                                          |
| 6                                     | Sasadi út                         | 14 | 40, 41, 41, 53, 72, 87, 87A, 139, 153, 187, 239, 250                                                    |
| 8                                     | Madárhegy                         | 10 | 40 |
| 9                                     | Rupphegyi út                      | 9  | 40 |
| Budapest–Budaörs közigazgatási határa |                                   |    | |
| 10                                    | Sasad Rt.                         | 8  | 40 |
| 11                                    | Tulipán utca                      | 7  | 40 |
| 12                                    | Aradi utca                        | 7  | 40 |
| 12                                    | Templom tér                       | 6  | 40, Budaörs-belváros                                                                                    |
| 13                                    | Károly király utca                | 5  | 40, 88, Budaörs, Budaörs-belváros                                                                       |
| 14                                    | Kisfaludy utca                    | 4  | 40, 88, Budaörs                                                                                         |
| 15                                    | Kötő utca                         | 3  | 40, 88, Budaörs                                                                                         |
| 16                                    | Budaörs, városháza                | 3  | 40, 40E, 88, 140E, Budaörs                                                                              |
| 17                                    | Gimnázium                         | 2  | 40, 40E, 88, 140E, Budaörs                                                                              |
| 18                                    | Budaörs, Patkó utca               | 1  | 40, 40E, Budaörs                                                                                        |
| 20                                    | Budaörsi lakótelep végállomás     | 0  | 40, 140, Budaörs, Budaörs-belváros                                                                      |